# Johnson Controls
La Johnson Controls International è una multinazionale con sede a Cork, in Irlanda, che produce attrezzature antincendio, HVAC e sistemi di sicurezza per edifici. Fondata nel 1885, è quotata alla NYSE.

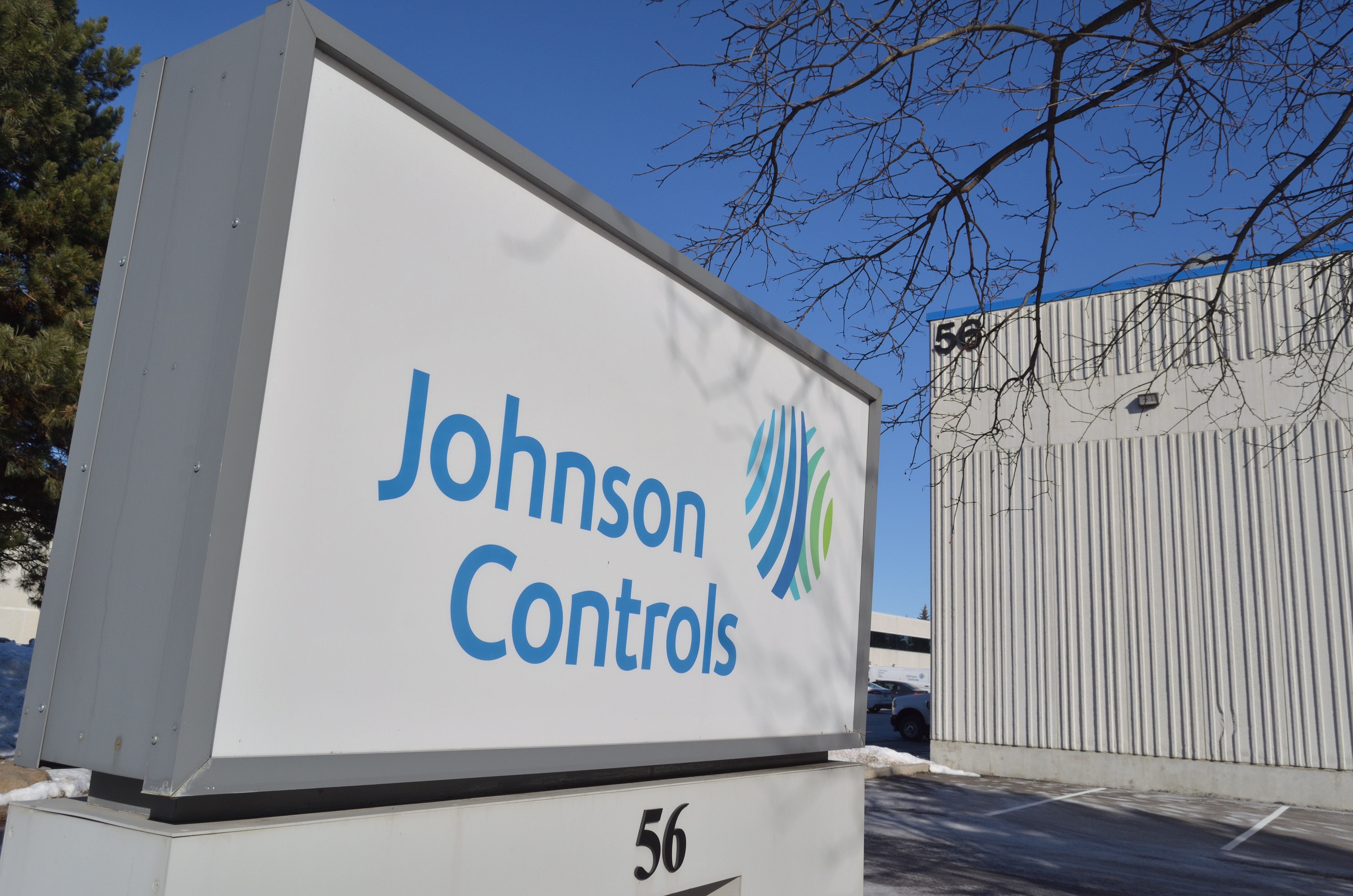
La sede di Johnson Controls a Richmond Hilla in Ontario, Canada

A metà del 2019, impiegava circa 105 000 dipendenti dislocati in circa 2 000 sedi in sei continenti. A partire dal 2017, è stata elencata al 389º posto nella lista Fortune Global 500; nello stesso anno, è stata esclusa dalla Fortune 500, poiché aveva sede al di fuori degli Stati Uniti.

## Storia

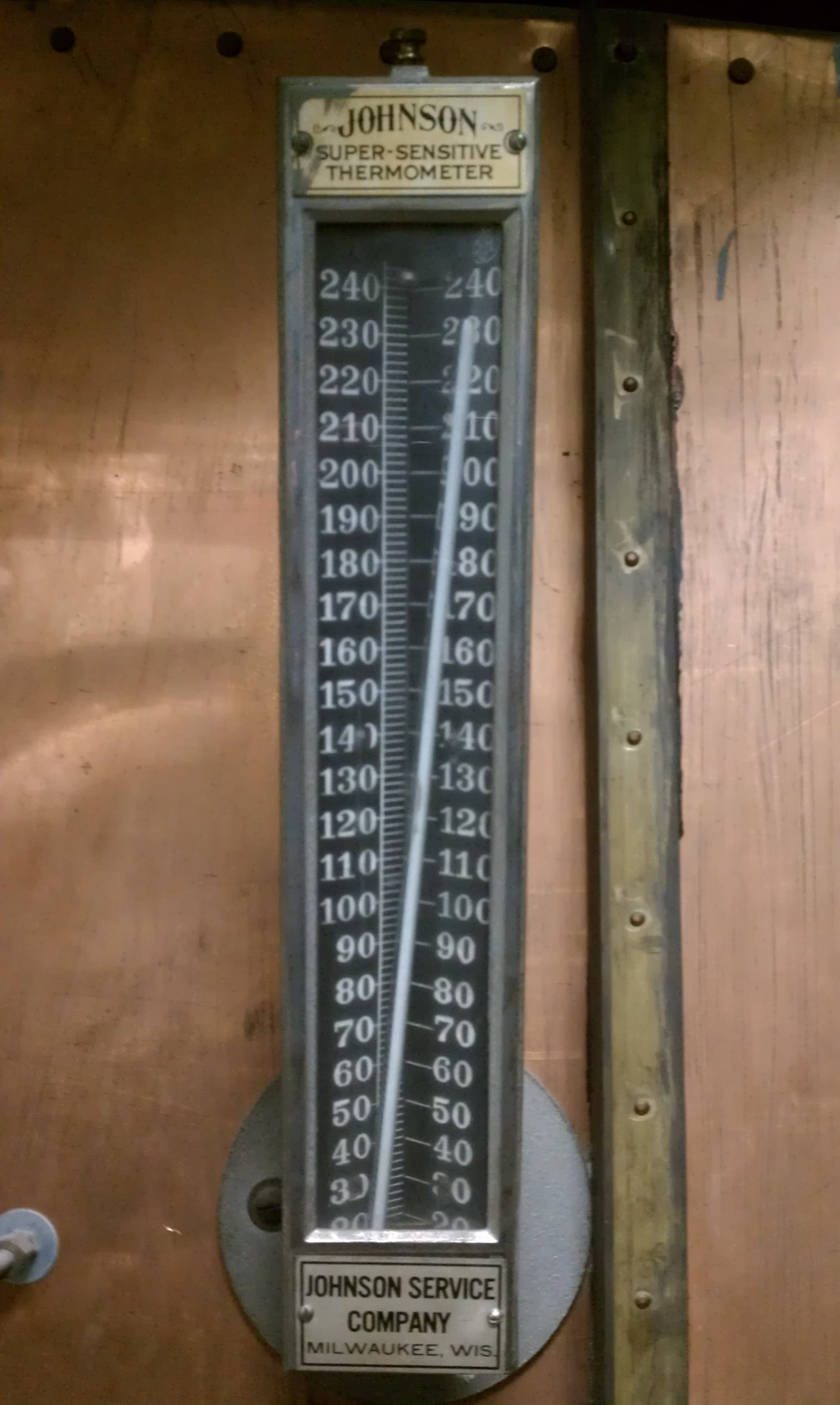
Johnson Super-Sensitive Thermometer su un condizionatore d'aria

Nel 1883, Warren S. Johnson, professore alla State Normal School di Whitewater (Wisconsin), riceve un brevetto per un termostato ambientale elettrico. Fu l'inizio dell'automazione in ambito industriale e domestico per il controllo della temperatura negli ambienti. Johnson e altri soci di Milwaukee crearono così la Johnson Electric Service Company nel 1885. Dopo la morte di Johnson nel 1911, la società decise di dedicarsi al settore industriale. La società divenne Johnson Controls nel 1974. Nel 1978, Johnson Controls acquisì la società Globe-Union. Nel 1985, Johnson Controls incorporò la società di sedili automotive Hoover Universal e Ferro Manufacturing.
Durante la recessione del 2008-2009, il presidente Keith Wandell, spinse il Congresso per un bailout delle società che Johnson supportò. Venne venduta la sede di Lakeshore, Ontario, a marzo 2010. Nel 2013, Stephen Roell si ritirò e Alex Molinaroli divenne CEO e presidente.

### Fusione con Tyco
Nel 2016, Johnson Controls si fonde con Tyco International con nuova sede a Cork, Irlanda. Viene creata la Johnson Controls International plc.
Hillary Clinton condannò la decisione sostenendo che la società fuggì dalle tasse statunitensi dopo averle aiutate nel 2008 con aiuti pubblici. L'affare Johnson, venne chiamato "oltraggioso" da Fortune, qualificando come esterovestizione la questione, e i soci Tyco con il 44% della nuova società, evitarono le penalità del Dipartimento del tesoro degli Stati Uniti d'America imposte. Il risparmio in termini di tasse era stimato al 2017 in 150 milioni di US$.
Nel 2016, la Johnson Controls Automotive Experience viene separata e viene così creata la Adient, quotata alla borsa di New York. Nel marzo 2017 la Scott Safety viene venduta a 3M per 2 miliardi di US$.